# Fred Schuler
Fred Schuler (* 15. März 1940 in München) ist ein deutscher Kameramann.

## Leben
Schuler kam im Alter von 22 Jahren in die USA und beschäftigte sich von 1959 bis 1967 mit der Entwicklung von Filmkameras. Danach war er als Kameraassistent und als Kameramann (Camera Operator) ab 1972 besonders in seiner neuen Heimatstadt New York an mehreren bedeutenden Produktionen beteiligt wie Taxi Driver, Der weiße Hai, Der Stadtneurotiker (Annie Hall), Manhattan oder Deer Hunter. Er galt zu dieser Zeit als Spezialist für Außenaufnahmen, zum Beispiel von Großstadtstraßen.
1979 fungierte Schuler bei John Cassavetes’ Gloria, die Gangsterbraut erstmals als Chefkameramann. 1995 kehrte er für die Aufnahmen zu dem Film Der Totmacher wieder nach Deutschland zurück. Seitdem filmt er vorwiegend in Deutschland, unter anderem wiederholt für den Regisseur Romuald Karmakar, und arbeitet hier auch gelegentlich fürs Fernsehen.

## Filmografie
| - 1980: Gloria, die Gangsterbraut (Gloria) - 1980: Zwei wahnsinnig starke Typen (Stir Crazy) - 1980: Arthur – Kein Kind von Traurigkeit - 1982: Soup for One - 1982: Geld oder Liebe (Love and Money) - 1983: The King of Comedy - 1983: Easy Money - 1983: Amityville III (Amityville 3-D) - 1984: A Good Sport - 1984: Die Frau in Rot (The Woman in Red) - 1984: Nothing Lasts Forever - 1985: Fletch – Der Troublemaker (Fletch) - 1985: Maxie - 1986: Zwei unter Volldampf (Armed and Dangerous) - 1986: Hochzeitsnacht im Geisterschloß (Haunted Honeymoon) | - 1986: Wise Guys – Zwei ausgeschlafene Jungs (Wise Guys) - 1995 Der Totmacher - 1996: Das Tor des Feuers - 1997: Die 12 Geschworenen (12 Angry Men) - 1997: Lesser Prophets - 1997: Firehouse - 1998: Das Frankfurter Kreuz - 1999: Just Looking - 2000: Manila - 2000: …und das ist erst der Anfang - 2002: Lassie (Kurzfilm) - 2004: Die Nacht singt ihre Lieder - 2004: Germanikus - 2006: Hamburger Lektionen |